# Wolfgang Behrendt (boxe anglaise)
Pour les articles homonymes, voir Wolfgang Behrendt.
Wolfgang Behrendt est un boxeur allemand né le 14 juillet 1936 à Berlin.

## Carrière
Il devient champion olympique des poids coqs aux Jeux de Melbourne en 1956 après sa victoire en finale contre le Sud-Coréen Song Sun-Cheon. Behrendt remporte également au cours de sa carrière amateur trois titres nationaux (en 1955 et 1957 en poids coqs et en 1960 en poids plumes) et une médaille de bronze aux championnats d'Europe de Berlin-Ouest en 1955 dans la catégorie poids mouches.

## Parcours auxJeux olympiques
Jeux olympiques d'été de 1956 à Melbourne (poids coqs) :
- Bat Henrik Ottesen (Danemark) par KO au 2e round
- Bat Owen Reilly (Grande-Bretagne) aux points
- Bat Freddie Gilroy (Irlande) aux points
- Bat Song Sun-Cheon (Corée du Sud) aux points